# サン・ヴェンデミアーノ
サン・ヴェンデミアーノ（伊: San Vendemiano）は、イタリア共和国ヴェネト州トレヴィーゾ県にある、人口約9,900人の基礎自治体（コムーネ）。

## 地理

### 位置・広がり

#### 隣接コムーネ
隣接するコムーネは以下の通り。
- コドニェ
- コネリアーノ
- マレーノ・ディ・ピアーヴェ
- サン・フィオール

### 気候分類・地震分類
気候分類では、zona E, 2505 GGに分類される。
また、イタリアの地震リスク階級 (it) では、zona 2 (sismicità media) に分類される。

## 姉妹都市
- ノヴァ・ゴリツァ、スロベニア 1973年